# Diocesi di Varaždin
La diocesi di Varaždin (in latino Dioecesis Varasdinensis) è una sede della Chiesa cattolica in Croazia suffraganea dell'arcidiocesi di Zagabria. Nel 2022 contava 328.811 battezzati su 353.635 abitanti. È retta dal vescovo Bože Radoš.

## Territorio
La diocesi si trova nell'estrema parte settentrionale della Croazia, al confine con l'Ungheria e la Slovenia.
Sede vescovile è la città di Varaždin, dove si trova la cattedrale dell'Assunzione di Maria Vergine.
Il territorio è suddiviso in 105 parrocchie.

## Storia
La diocesi è stata eretta il 5 luglio 1997 con la bolla Clarorum sanctorum di papa Giovanni Paolo II, ricavandone il territorio dall'arcidiocesi di Zagabria.

## Cronotassi dei vescovi
Si omettono i periodi di sede vacante non superiori ai 2 anni o non storicamente accertati.
- Marko Culej † (5 luglio 1997 - 19 agosto 2006 deceduto)
- Josip Mrzljak (20 marzo 2007 - 1º agosto 2019 ritirato)
- Bože Radoš, dal 1º agosto 2019

## Statistiche
La diocesi nel 2022 su una popolazione di 353.635 persone contava 328.811 battezzati, corrispondenti al 93,0% del totale.
| anno | popolazione | popolazione | popolazione | presbiteri | presbiteri | presbiteri | presbiteri                | diaconi | religiosi | religiosi | parrocchie |
| anno | battezzati  | totale      | %           | numero     | secolari   | regolari   | battezzati per presbitero | diaconi | uomini    | donne     | parrocchie |
| ---- | ----------- | ----------- | ----------- | ---------- | ---------- | ---------- | ------------------------- | ------- | --------- | --------- | ---------- |
| 1999 | 370.625     | 410.000     | 90,4        | 137        | 113        | 24         | 2.705                     |         | 27        | 128       | 98         |
| 2000 | 380.000     | 409.897     | 92,7        | 141        | 118        | 23         | 2.695                     |         | 26        | 128       | 105        |
| 2001 | 363.540     | 385.000     | 94,4        | 134        | 110        | 24         | 2.712                     |         | 30        | 122       | 103        |
| 2002 | 367.722     | 385.000     | 95,5        | 137        | 114        | 23         | 2.684                     |         | 29        | 122       | 103        |
| 2003 | 375.000     | 395.000     | 94,9        | 144        | 116        | 28         | 2.604                     |         | 36        | 127       | 103        |
| 2004 | 373.874     | 393.000     | 95,1        | 152        | 121        | 31         | 2.459                     |         | 38        | 116       | 104        |
| 2010 | 368.700     | 387.100     | 95,2        | 162        | 129        | 33         | 2.275                     |         | 38        | 103       | 104        |
| 2014 | 362.247     | 380.566     | 95,2        | 160        | 134        | 26         | 2.264                     | 1       | 32        | 101       | 105        |
| 2017 | 344.387     | 373.980     | 92,1        | 164        | 132        | 32         | 2.099                     | 1       | 36        | 102       | 105        |
| 2020 | 340.852     | 367.384     | 92,8        | 165        | 136        | 29         | 2.065                     | 1       | 32        | 93        | 105        |
| 2022 | 328.811     | 353.635     | 93,0        | 168        | 141        | 27         | 1.957                     | 1       | 30        | 91        | 105        |